# Пуллхели

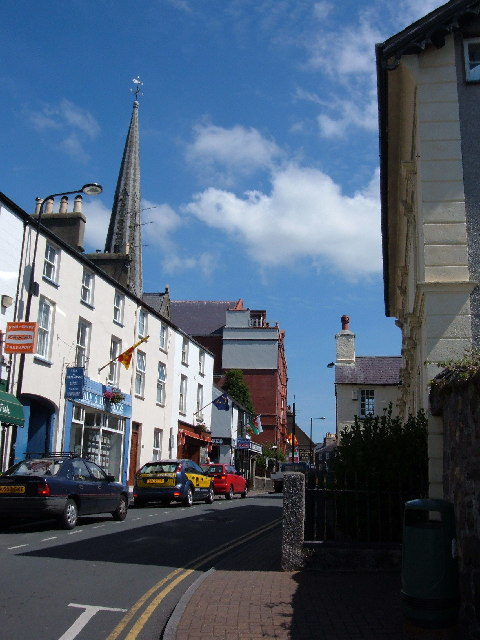
Улица Пенлейн. Относится к древнейшей части города.

Пуллхе́ли, Пулхе́ли (валл. Pwllheli) — приморский город в валлийском округе Гуинет. Расположен на полуострове Ллайн, что выдаётся в Ирландское море, в 25 км к юго-западу от Карнарвона. Известен как место, где была организована «Партия Уэльса», и как конечный пункт Кембрийской железной дороги. Население составляет 3861 чел. (2001), из которых 81 % говорит на валлийском языке.

## Название
Имя города на русский язык можно перевести как «бассейн солёной воды». В валлийском произношении названия присутствует фрикативная согласная [ɬ], поэтому городское имя звучит как нечто среднее между 'пу-ХЛЕЛ-и' и 'пус-ХЕЛ-и' [pʊɬˈhɛlɪ].

## История
Данные о первобытных стоянках на месте современного Пуллхели весьма скудны и представлены всего несколькими предметами, относимыми к неолиту. В XII—XIII вв. поселение «процветало», будучи непосредственным владением (maerdref) правителей Гвинеда. В эти времена, незадолго до английского завоевания 1283 г., Пуллхели впервые получил статус боро. При англичанах этот статус дважды подтверждался в 1317 и 1349 гг. (в последнем случае — за 50 фунтов), а в 1355 г. Чёрный Принц превратил поселение в самоуправляемую муниципальную единицу, предоставив ему избирательное право.

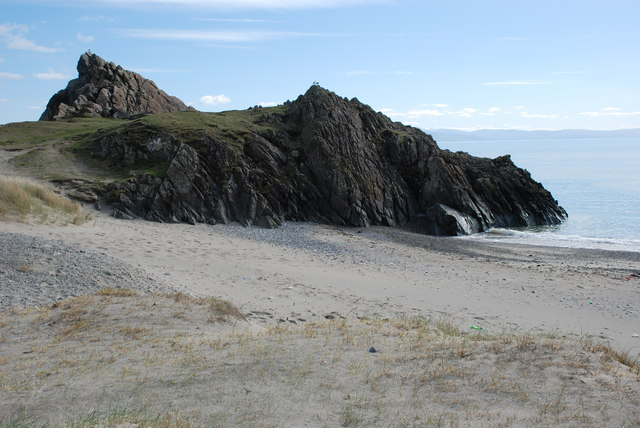
Скала Гимлет

Во время восстания Оуайна Глиндура город Пуллхели был «разрушен и превращён в кучу мусора». Восстановление началось только в самом конце XV столетия и медленно шло весь следующий XVI век: в 1550 г. Пуллхели всё ещё в упадке; в 1580 г. в городе всего один магазин. Но уже поколением позже число магазинов увеличилось до пяти, а в 1778 г. Томас Пеннант описывал Пуллхели как «лучший город в этом графстве».

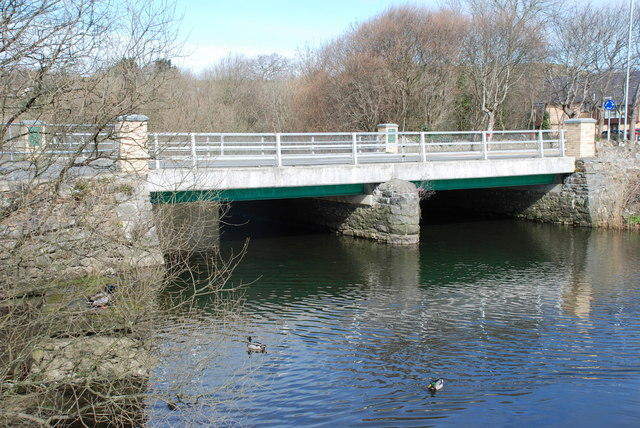
Мост Соломона, по которому проходил путь «трамвайной» дороги.

На протяжении XVIII—XIX вв. горожане занимались судостроением, построив за это время более 400 судов. Скала Гимлет (англ. Gimlet Rock, валл. Carreg yr Imbill), что лежит на юге города возле моря, использовалась как каменоломня: из неё извлекали гранит, который в частности использовался для мощения улиц Пуллхели. В 1869 г. в город пришла железная дорога, а в 1890 г. Соломон Эндрюс (Solomon Andrews) из Кардиффа положил начало в Пуллхели курортному делу. В 1893 г. его же стараниями в городе появилась узкоколейная «трамвайная» железная дорога (Pwllheli and Llanbedrog Tramway), которая до середины 1920-х гг. исправно доставляла в Пуллхели продукцию Лланбедрогской каменоломни.

## Транспорт

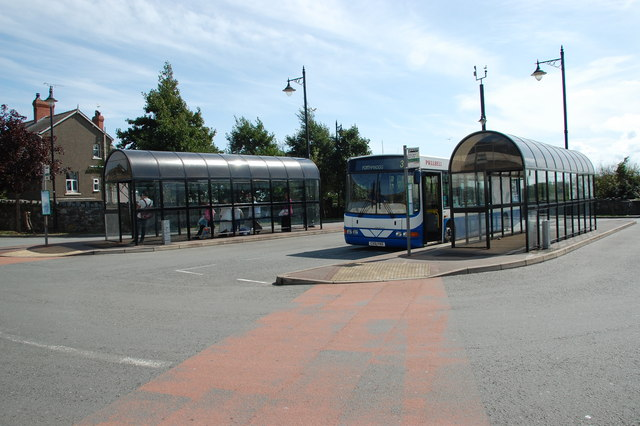
Городская автостанция.

Город является конечной станцией северной ветки Кембрийской железнодорожной линии и пересечением двух шоссе: A497 и A499. Последнее соединяет Пуллхели с Карнарвоном.